# Лангоф, Карл-Фридрих-Август Фёдорович
Барон Карл-Фридрих-Август Фёдорович Лангоф (швед. Carl Fredrik August Langhoff; 2 (14) февраля 1856, Хейнола — 18 ноября 1929, Хельсинки) — русский и финляндский государственный и военный деятель.

## Биография
Датчанин по происхождению. Сын фармацевта Фредрика Вильгельма Лангофа и Иоганны Шарлотты Лукандер. Вероисповедания лютеранского. Начальное образование получил в лицее Гельсингфорса (1864—1870). Воспитывался в Финляндском кадетском корпусе. В службу вступил 10 июня 1875. 22 мая 1877 выпущен прапорщиком в лейб-гвардии Измайловский полк. Подпоручик гвардии (30.08.1877). Участвовал в русско-турецкой войне 1877—1878 годов, в том числе в битве при Горном Дубняке и осаде Плевны. Поручик гвардии (17.04.1883). В 1881—1884 годах обучался в Николаевской академии Генерального штаба, которую окончил по 1-му разряду. Причислен к Генеральному штабу. Высочайшим приказом от 30.09.1884 за отличие произведен в штабс-капитаны со старшинством с 25.03.1884, и переименован в капитаны Генерального штаба.
Состоял при Виленском военном округе (1884), 30 сентября 1884 переведен в Генеральный штаб. Старший адъютант штаба 30-й пехотной дивизии (30.09.1884), затем старший адъютант штаба 2-го армейского корпуса (28.05.1885). Цензовое командование ротой отбывал в 17-м стрелковом батальоне (1.12.1885—16.09.1886). Исправляющий должность штаб-офицера для особых поручений при штабе 2-го армейского корпуса (5.11.1887), штаб-офицер для особых поручений при управлении 5-й местной бригады (26.01.1888). Подполковник (24.04.1888). Адъютант управления начальника финских войск (22.03.1890), младший делопроизводитель канцелярии Военно-ученого комитета Главного штаба (17.08.1891—16.12.1894). Полковник (5.04.1892).
Цензовое командование батальоном отбывал в лейб-гвардии Семеновском полку (1.05—1.09.1893). Командир 1-го Нюландского Финского стрелкового батальона (16.12.1894—26.08.1896). Командирован состоять при военном министре для доклада по делам финских войск (4.08—15.12.1896), начальник штаба финских войск (26.08.1896—7.02.1897), командир лейб-гвардии 3-го стрелкового Финского батальона (26.01.1897—13.09.1899), командир лейб-гвардии Семеновского полка (13.09.1899—20.10.1904). Генерал-майор (6.12.1900). Командир 1-й бригады 1-й гвардейской пехотной дивизии (20.10.1904—6.02.1906).
6 февраля 1906 назначен министром статс-секретарем Великого княжества Финляндского. В том же году стал канцлером Императорского Александровского университета в Гельсингфорсе. Генерал-лейтенант (6.12.1906). Состоял по гвардейской пехоте и числился в списках лейб-гвардии Семеновского полка и Генерального штаба.
14 января 1912 возведен в баронское Великого княжества Финляндского достоинство.
Столкнувшись на посту статс-секретаря с большими трудностями, с 1911 года неоднократно подавал императору прошения об отставке. 8 апреля 1913 уволен от службы с мундиром, пенсией и производством в генералы от инфантерии. После отставки жил в своем имении в окрестностях Гельсингфорса. Во время гражданской войны в Финляндии в 1918 году был генеральным инспектором военных госпиталей в армии Маннергейма, и ушел в отставку по окончании войны.
В независимой Финляндии работал экспертом в комитете по подготовке Закона о воинской повинности в 1919—1920 годах, состоял в объединении финских кадетов, которое возглавлял в 1923—1926 годах. В 1922—1923 годах опубликовал мемуары в трех частях, где описал свою деятельность на посту статс-секретаря (Sju år såsom Finlands representant inför tronen: minnen och anteckningar åren 1906—1913).

## Награды
- Орден Святой Анны 4-й ст. с надписью «За храбрость» (1878)
- Орден Святого Станислава 3-й ст. (1888)
- Бриллиантовый перстень из кабинета Е. И. В. (1891)
- Орден Святой Анны 3-й ст. (1891)
- Орден Святого Станислава 2-й ст. (1896)
- Орден Святой Анны 2-й ст. (1899)
- Орден Святого Владимира 4-й ст. за 25 лет службы (1902)
- Орден Святого Владимира 3-й ст. (1904)
- Орден Святой Анны 1-й ст. (1909)
- Орден Святого Владимира 2-й ст. (1913)

Медали и знаки:
- Медаль «В память русско-турецкой войны 1877—1878» (1878)
- Серебряная медаль в память царствования императора Александра III (1896)
- Светло-бронзовая медаль «В память 200-летия Полтавской битвы» (1909)
- Светло-бронзовая медаль «В память 100-летия Отечественной войны 1812» (1912)
- Светло-бронзовая медаль в память 300-летнего юбилея царствования дома Романовых (1913)

Иностранные:
- Румынский Железный крест (1879)
- Офицер ордена Почетного легиона (1897)
- Командорский крест ордена Звезды Румынии с мечами под короной (1899)
- Шведский орден Меча 1-го класса (1902)
- Командор ордена Почетного легиона (1904)

## Семья
Жена (9.12.1886): Мария Мексмонтан (1862—1935), дочь генерала от инфантерии Фридольфа Ивановича Мексмонтана и Луизы Адольфины Плантин
Дети:
- Фридрих Константин (1888—1919)
- Мария Луиза Шарлотта (1893—1975)